# Action Max
Action Max es una videoconsola que utiliza cintas VHS para juegos. Fue creada en 1987 por Worlds of Wonder. La acción Max tuvo una versión muy limitada fuera de los Estados Unidos.

## Gameplay

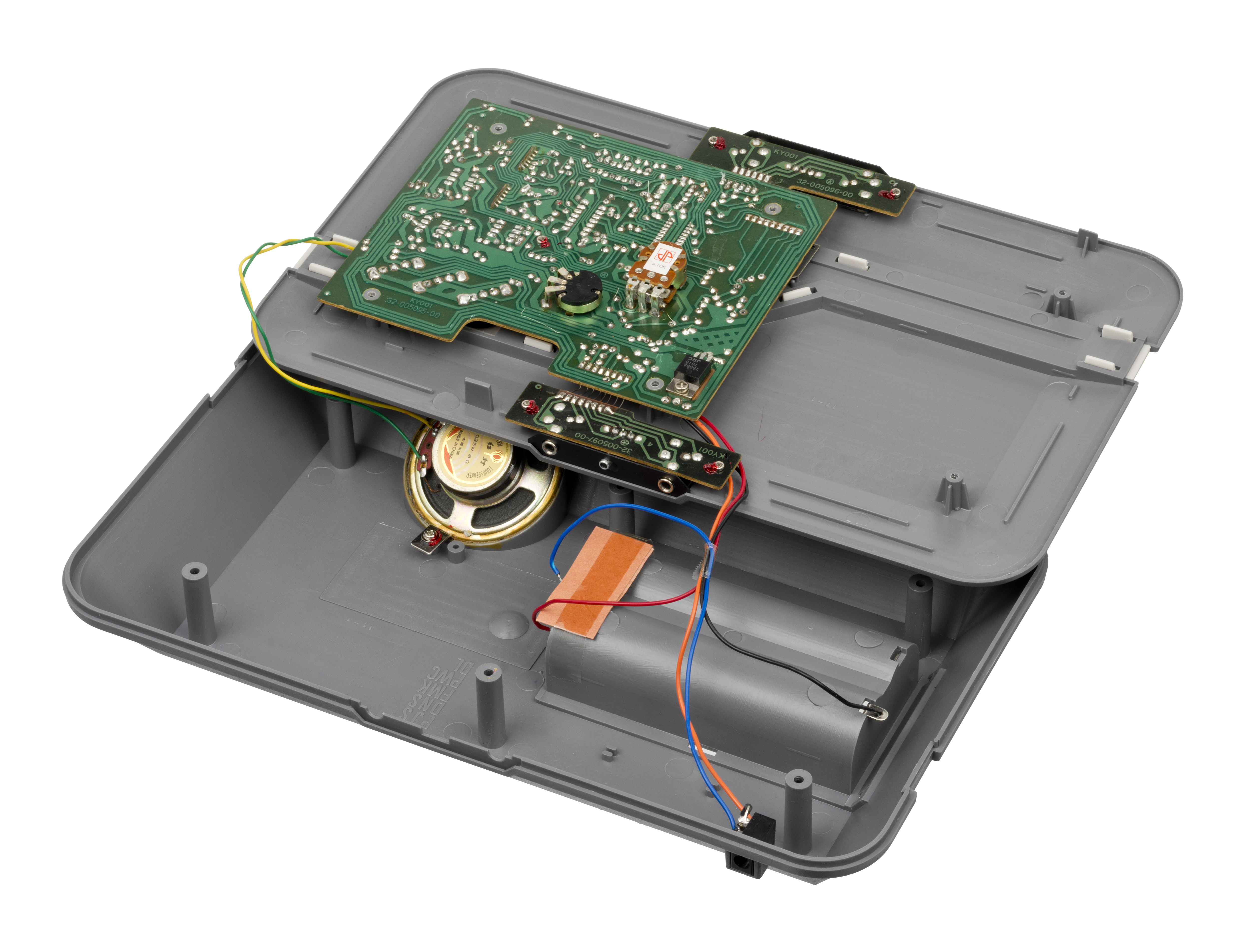
Dentro del sistema.

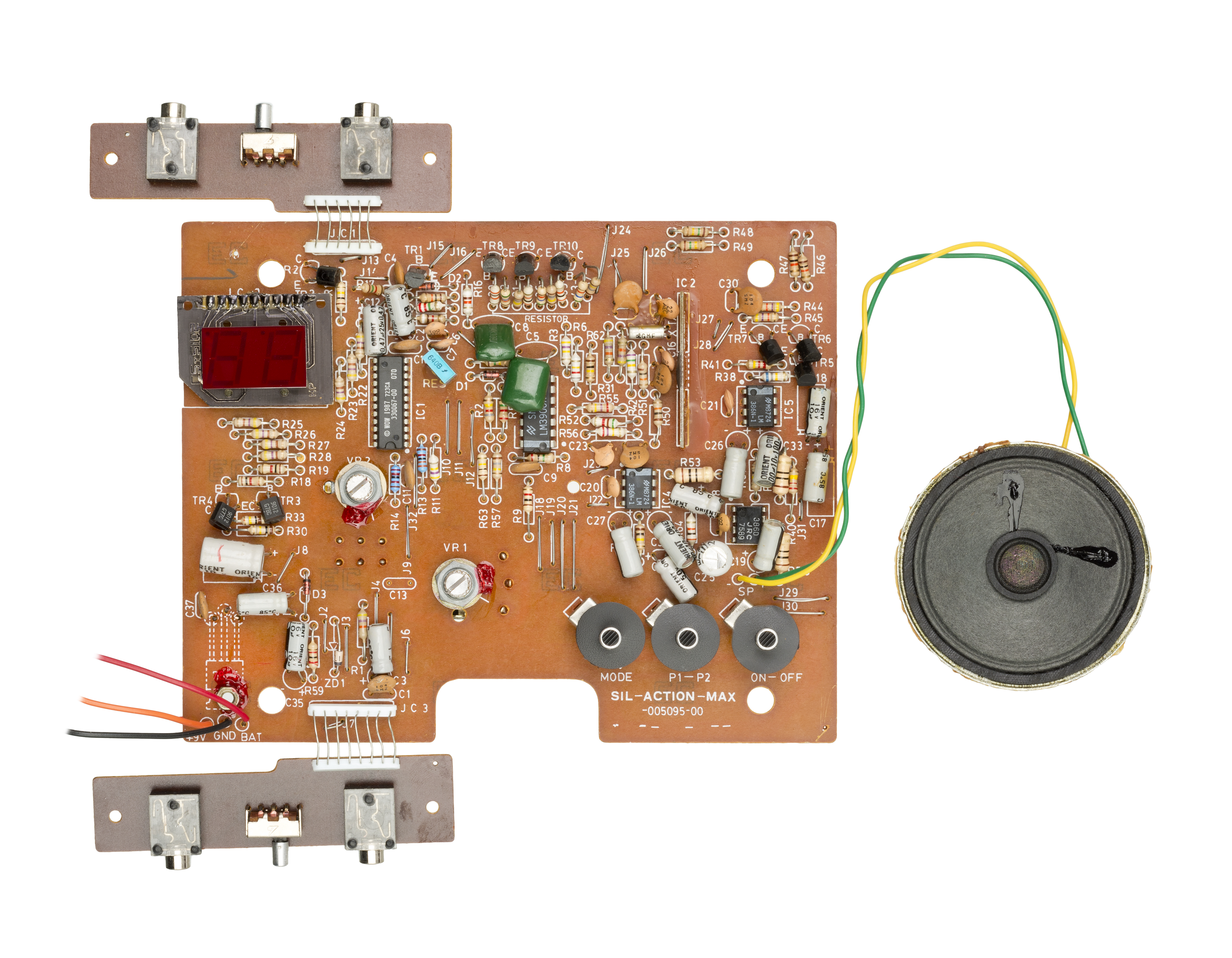
la motherboard de La Acción Max.

El Action Max requiere de un  reproductor VCR, ya que la consola no tiene forma de reproducir las cintas VHS necesarias. Usando pistolas de luz, los jugadores disparan a la pantalla. El juego está estrictamente basado en puntos y depende de la precisión de los disparos y, como resultado, los jugadores no pueden realmente ganar o perder un juego. El atractivo post-lanzamiento del sistema estuvo limitado por esto y por el hecho de que el único género real en el sistema son los juegos de pistolas ligeras que juegan exactamente de la misma manera cada vez, lo que lleva a su rápido declive en el mercado.
Antes de jugar, se debe conectar un sensor rojo en la esquina inferior derecha de la pantalla del televisor. Esta esquina contiene un círculo que generalmente era negro, pero parpadea rápidamente cada vez que algo en la pantalla es orientable. Al mismo tiempo, los objetivos se resaltan con paneles que parpadean rápidamente para que el jugador pueda disparar. La consola usa el círculo de la esquina y la luz de los objetivos (recogidos por las pistolas) para determinar cuándo se ha golpeado algo. Los destellos sincronizados con el círculo de la esquina cuentan como golpes enemigos y ganan puntos para el jugador. Parpadeos fuera de sincronización con el recuento de círculo de esquina como golpes amistosos, puntos de pérdida.
Con esta implementación, la unidad puede funcionar con copias de las cintas VHS originales, incluidas las de formatos más modernos como DVD-R o computadoras personales. La consola puede funcionar con cualquier filmación filmada con el formato adecuado para funcionar con la pistola de luz de la consola.

## Juegos
En total, se lanzaron cinco casetes VHS para el sistema:
| título                     | lanzamiento | nota                                               |
| -------------------------- | ----------- | -------------------------------------------------- |
| .38 Ambush Alley           | 1987        | un juego de puntería en un ambiente policial       |
| Blue Thunder               | 1987        | basado en la película homónima de 1983             |
| Hydrosub: 2021             | 1987        | un viaje submarino futurista                       |
| The Rescue of Pops Ghostly | 1987        | trata de una aventura cómica de casas encantadas   |
| Sonic Fury                 | 1987        | un juego de combate aéreo incluido con el sistema. |
| Fright Night               | cancelado   | no se lanzó debido al descontinuo del Action Max   |

Cada juego sigue un formato de juego idéntico, que difiere solo en el tema, jugando de la misma manera cada vez.

## Especificaciones técnicas
- CPU: HD401010
- altavoz interno
- Pantalla de puntuación LED de 2 caracteres, 7 segmentos.